# Alan B. McElroy
Alan Brian McElroy, född 20 oktober 1960 i Cleveland i Ohio, är en amerikansk manusförfattare, som främst arbetar inom film, TV, serietidningar, och TV- och datorspel. Han är mest känd för sitt samarbete tillsammans med Todd McFarlane och franchisen kring superhjältekaraktären Spawn, samt för att skriva manus till filmer som Halloween 4: Återkomsten och Wrong Turn.
Alan B. McElroy är sedan början av 90-talet bosatt i Los Angeles, tillsammans med sin hustru Kymm McElroy. Makarna har tre barn (två döttrar och en son) tillsammans.

## Filmografi (i urval)

### Manusförfattare
- 1988 – Halloween 4: Återkomsten
- 1992 – Rapid Fire
- 1997 – Spawn
- 2000 – Left Behind
- 2002 – Ballistic
- 2003 – Wrong Turn
- 2006 – The Marine
- 2007 – Thr3e
- 2009 – Tekken
- 2015 – The Marine 4: Moving Target
- 2015 – The Perfect Guy (synopsis)
- 2015 – The Condemned 2
- 2019 – Fractured
- 2021 – Wrong Turn (även exekutiv producent)

### TV-arbeten
- 1990 – 21 Jump Street (TV-serie)
- 1997–1999 – Todd McFarlane's Spawn (TV-serie)
- 2016–2017 – The Vampire Diaries (TV-serie)
- 2017 – The Night Shift (TV-serie)
- 2018 – Sacred Lies (TV-serie)
- 2019–2020 – Star Trek: Discovery (TV-serie)

### Spel
- 1993 – Ground Zero: Texas

### Skådespelarinsatser
- 2006 – The Marine
- 2009 – Tekken
- 2017 – 6 Days